# النا (اسلو)
النا (به لاتین: Alna) یک منطقهٔ مسکونی در نروژ است که در اسلو واقع شده‌است.

## خصوصیات
النا ۱۳٫۷۵ کیلومترمربع مساحت و ۴۳٬۳۲۲ نفر جمعیت دارد.